# Arabidopsis petrogena
Arabidopsis petrogena là một loài thực vật có hoa trong họ Cải. Loài này được (A.Kern.) V.I.Dorof. mô tả khoa học đầu tiên năm 2002.